# Тяжёлая нефть
Тяжёлая нефть (англ. heavy (low-gravity, black) oil; нем. Schweröl) — нефть с высокой вязкостью и плотностью (свыше 885 кг/м³ при 20 °C). Характерна повышенным содержанием асфальто-смолистых веществ, преобладанием в составе циклических углеводородов и низким содержанием легкокипящих фракций. Часто включает углеводородные соединения, содержащие серу, кислород, азот, а также соединения металлов (в основном ванадия, никеля, железа, хрома). Температура кипения тяжёлой нефти иногда превышает 200 °C. Тяжёлая нефть залегает в песчаниках, карбонатных или терригенных коллекторах.

## Терминология
Понятие «тяжёлая нефть» не имеет однозначного определения. В разных странах в эту группу входят нефти, характеризующиеся разной плотностью и вязкостью. К тяжёлой нефти относятся арабская нефть плотностью 0,8927 г/см³ и иранская нефть плотностью 0,8703 г/см³. В Канаде термин «тяжёлая нефть» используется обычно для обозначения малоподвижной и вязкой нефти плотностью более 0,934 г/см³.
В 1987 году на XII Мировом нефтяном конгрессе в г. Хьюстон была принята общая схема классификации нефтей и природных битумов:
- — лёгкие нефти — с плотностью менее 870,3 кг/м³;

- — средние нефти — 870,3—920,0 кг/м³;

- — тяжёлые нефти — 920,0—1000 кг/м³;

- — сверхтяжёлые нефти — более 1000 кг/м³ при вязкости менее 10 000 мПа • с;

- — природные битумы — более 1000 кг/м³ при вязкости свыше 10 000 мПа • с.

По данным экспертов, мировые запасы тяжёлой нефти по состоянию на начало XXI века составляют более 810 млрд тонн.

## Разработка месторождений
Разработка залежей аномально вязких нефтей осложняется образованием застойных зон, нефтеотдача при традиционных способах разработки низкая, вытеснение нефти водой приводит к быстрому обводнению добывающих скважин. Для неглубоких залежей могут быть применены карьерный, шахтный и шахтно-скважинный способы разработки.
В недрах Земли залегают огромные запасы тяжёлой или, как её еще называют, битумной нефти, что обуславливает перспективы её будущей широкой добычи.